# 크라운해태홀딩스
크라운해태홀딩스는 대한민국의 지주회사이다. 본사는 서울특별시 용산구 한강대로72길 3 (남영동)에 위치에 있다. 이재명 전 민주당 대표의 종친이 사외이사로 재직하고 있어 이재명 테마주로 여겨지고 있다.

## 연혁
- 1947년 영일당제과로 설립
- 1956년 영일당제과에서 크라운제과로 변경
- 1961년 크라운산도를 생산하였다.
- 1961년 서울특별시 중랑구 묵동에 묵동공장을 세우고 본사도 묵동에 있었다. 이후 기존 회사는 폐업
- 1968년 9월 18일 크라운제과를 설립
- 1998년 1월 외환위기 때에 부도를 냈고 화의 절차를 밟았으며, 이 때 묵동을 떠나 서초동으로 본사를 이전
- 2003년 화의 절차를 끝내고 정상화된 후
- 2005년 1월 해태제과식품을 인수하였는데 이는 업계 4위 업체가 2위 업체를 인수한 일로 많은 이의 관심을 모아 이후 본사를 남영동으로 이전
- 2017년 3월 크라운해태홀딩스로 사명 변경

## 사업장 현황
- 본사: 서울특별시 용산구 한강대로 72길 3
- 아산공장: 충청남도 아산시 음봉면 아산밸리로 388번길 149-25
- 대전공장: 대전광역시 대덕구 신일서로 67번길 57
- 진천공장: 충청북도 진천군 이월면 진광로 709-126
- 중앙기술연구소: 경기도 양주시 장흥면 가마골로 258

1. ↑  비지니스포스트 2025-04-10